# Prisoner 709
| Recensione       | Giudizio |
| ---------------- | -------- |
| All Music Italia |          |
| Rockol           |          |
| Spettakolo.it    |          |

Prisoner 709 è il settimo album in studio del rapper italiano Caparezza, pubblicato il 15 settembre 2017 dalla Universal Music Group.

## Concezione
Registrato tra Molfetta e Los Angeles insieme a Chris Lord-Alge, si tratta di un concept album composto da sedici brani, di cui alcuni incisi in collaborazione con John De Leo, DMC e Max Gazzè.
L'album è frutto di una profonda crisi interiore del rapper ed è incentrato sulla tematica dell'ingabbiamento all'interno della propria dimensione mentale (o prigione, come dichiarato dallo stesso artista). Rispetto al precedente album Museica, uscito tre anni prima, Prisoner 709 presenta sonorità molto più vicine all'hip hop e al rock e tematiche più intimistiche e riflessive. Nell'album sono inoltre presenti numerosi riferimenti all'acufene, disturbo che ha colpito il cantante nel 2015 e che lo ha sensibilmente influenzato nella realizzazione dell'album.

## Titolo
In occasione della presentazione dell'album, avvenuta il 14 settembre 2017 presso la Fabbrica Orobia di Milano, il rapper ha chiarito il significato del numero 709, che rappresenta una sorta di crisi d'identità che il cantante ha avuto negli anni precedenti. Il numero 7 rappresenta il suo nome Michele, composto da sette lettere, mentre il numero 9 il nome d'arte Caparezza, composto da nove. Nella stessa sede ha dichiarato anche che per ogni brano si è divertito a trovare delle contrapposizioni tra parole di sette e nove lettere, in modo da riuscire a enfatizzare il significato introspettivo dell'album. Il numero 0, invece, rappresenta la continua scelta fra il 7 e il 9, ed è anche un rimando alla forma circolare di un disco musicale.

## Promozione
Ad anticiparne la pubblicazione è stato il video musicale del primo singolo, l'omonimo Prisoner 709, girato nell'ex carcere di Sant'Agata di Bergamo e pubblicato il 7 settembre 2017, mentre il successivo Ti fa stare bene è entrato in rotazione radiofonica in concomitanza con l'uscita dell'album. La scelta di pubblicare i due clip è un rimando al sopracitato dualismo dell'album: mentre il video di Prisoner 709 presenta un suono duro e un'atmosfera angosciante, quello di Ti fa stare bene risulta essere più allegro e leggero.
Come secondo singolo, il 12 gennaio 2018 è stato pubblicato Una chiave, accompagnato in un secondo momento dal relativo videoclip girato in Basilicata.
Il 20 aprile 2018, in occasione dell'annuale Record Store Day, i due singoli sono stati pubblicati in un unico 45 giri. Il 21 maggio è stata la volta del terzo singolo Larsen.

## Tracce
Testi e musiche di Michele Salvemini, eccetto dove indicato.
1. Prosopagnosia (Il reato - Michele o Caparezza) (con John De Leo) – 3:45
2. Prisoner 709 (La pena - Compact o streaming) – 3:57
3. La caduta di Atlante (Il peso - Sopruso o giustizia) – 4:26
4. Forever Jung (Lo psicologo - Guarire o ammalarsi) (con DMC) – 4:21 (testo: Michele Salvemini, Darryl Matthews McDaniels)
5. Confusianesimo (Il conforto - Ragione o religione) – 4:27
6. Il testo che avrei voluto scrivere (La lettera - Romanzo o biografia) – 4:32
7. Una chiave (Il colloquio - Aprirsi o chiudersi) – 4:05
8. Ti fa stare bene (L'ora d'aria - Frivolo o impegnato) – 4:10
9. Migliora la tua memoria con un click (Il flashback - Ricorda o dimentica) (con Max Gazzè) – 4:45 (testo: Michele Salvemini, Max Gazzè)
10. Larsen (La tortura - Perdono o punizione) – 4:20
11. Sogno di potere (La rivolta - Servire o comandare) – 4:02
12. L'uomo che premette (La guardia - Innocuo o criminale) – 3:20
13. Minimoog (L'infermeria - Graffio o cicatrice) (con John De Leo) – 1:45
14. L'infinto (La finestra - Persone o programmi) – 4:15
15. Autoipnotica (L'evasione - Fuggire o ritornare) – 5:10
16. Prosopagno sia! (La latitanza - Libertà o prigionia) – 4:21

Edizione CD
1. Prosopagno sia! (La latitanza - Libertà o prigionia) (Hidden Version) – 9:05 – contiene una traccia fantasma senza titolo

## Formazione
Musicisti
- Caparezza – voce, arrangiamento
- Alfredo Ferrero – chitarra, arrangiamento
- Giovanni Astorino – basso, violoncello, trascrizioni e direzione d'orchestra
- Gaetano Camporale – tastiera vintage, pianoforte, arrangiamento
- Rino Corrieri – batteria
- Marcello De Francesco – violino
- Fabrizio Signorile – violino
- Serena Soccoia – violino
- Pantaleo Gadaleta – violino
- Liliana Troia – violino
- Ilaria Catanzaro – violino
- Alfonso Mastrapasqua – viola
- Francesco Capuano – viola
- Marcello De Francesco – violino
- Elia Ranieri – violoncello
- Giovanni Nicosia – tromba
- Francesco Sossio – sassofono
- Francesco Tritto – trombone
- Giuseppe Smaldino – corno
- Alessio Anzivino – basso tuba
- Mezzotono – cori armonizzati
- Nicola Quarto – cori rock
- Valeria Quarto – cori rock
- Francesco Stramaglia – cori rock
- Simone Martorana – cori rock
- Mariabruna Andriola – cori rock
- John De Leo – voce aggiuntiva (tracce 1 e 13)
- DMC – voce aggiuntiva (traccia 4)
- Fabio Barnaba – arrangiamenti vocali (tracce 5 e 15)
- Coro dei rumori bianchi – coro dei bambini (traccia 8)
- Lazzaro Ciccolella – direzione coro (traccia 8)
- Max Gazzè – voce aggiuntiva (traccia 9)
- Michele Paparella – voce del bambino (traccia 11)
- Jubilee Gospel Singers – coro gospel (traccia 14)

Produzione
- Caparezza – produzione artistica
- Antonio Porcelli, Francesco Aiello – registrazione ai Sunny Cola Studio e al Mast Recording Studio
- Massimo Stano – registrazione al Mast Recording Studio
- Serge Tsai – ingegneria parti vocali di DMC
- Chris Lord-Alge – missaggio
- Nik Karpen – assistenza al missaggio
- Adam Chagnon – assistenza aggiuntiva al missaggio
- Gavin Lurssen – mastering
- Spencer Kettrick – mastering aggiuntivo

## Classifiche

### Classifiche settimanali
| Classifica (2017) | Posizione massima |
| ----------------- | ----------------- |
| Italia            | 1                 |
| Svizzera          | 41                |

### Classifiche di fine anno
| Classifica (2017) | Posizione |
| ----------------- | --------- |
| Italia            | 13        |